# Грејс Кели
Грејс Патриша Кели (енгл. Grace Patricia Kelly; Филаделфија, 12. новембар 1929 — Монте Карло, 14. септембар 1982) била је америчка глумица која је, удајом за кнеза Ренијеа III, 18. априла 1956, постала Грејс, кнегиња од Монака.
Грејс Кели сматра се једном од највећих икона филма и моде свих времена. Глумачку каријеру отпочела је улогама у позоришту и на телевизији, а 1951. остварила је и своју прву улогу на великом платну у филму Четрнаест сати. Ширу популарност стекла је 1952. након улоге у вестерну Тачно у подне, у ком јој је партнер био Гари Купер. Наредне године је, заједно са Кларком Гејблом и Авом Гарднер, снимила филм Могамбо који јој је донео награду Златни глобус за најбољу споредну глумицу, као и прву номинацију за Оскара. Почетком 1955. Келијева је освојила Оскара за најбољу главну глумицу и Златни глобус за најбољу главну глумицу у играном филму за улогу у драми Провинцијалка. Келијева је била позната и као муза британског редитеља Алфреда Хичкока, са којим је снимила филмове Позови М ради убиства, Прозор у двориште и Држ'те лопова. Последњу улогу остварила је у филму Високо друштво 1956. године.
У априлу 1956. године Грејс Кели се удала за Ренијеа III, кнеза од Монака, након чега је напустила глумачку каријеру. Пар је добио троје деце — Каролину, Алберта и Стефани. 13. септембра 1982, враћајући се у Монако из Француске заједно са кћерком Стефани, Келијева је доживела мождани удар и изгубила контролу над воланом. Преминула је дан касније, а сахрањена је 18. септембра.
Године 1999, Амерички филмски институт поставио ју је на 13. позицију листе 100 највећих филмских звезда свих времена.

## Порекло и детињство
Грејс Патриша Кели рођена је 12. новембра 1929. у Филаделфији, Пенсилванија, у имућној породици ирског и немачког порекла. Њен отац Џон Б. „Џек“ Кели био је професионални спортиста, освајач три златне олимпијске медаље у веслању, а касније је постао власник једне успешне грађевинске фирме, док је њена мајка Маргарет Меџор предавала психологију на Универзитету у Пенсилванији. Келијева је име добила по сестри свог оца, која је умрла у раној младости. Имала је једног брата, Џона Б. Келија Млађег (24. мај 1927 — 2. мај 1985), и две сестре, Маргарет Кетрин „Пеги“ (13. јун 1925 — 23. новембар 1991) и Елизабет Ен „Лизен“ (25. јун 1933 — 24. новембар 2009). Деца Келијевих васпитана су у строгом католичком духу. Келијеву ће касније филмски студији представљати као девојку из филаделфијског високог друштва, али то није била права истина. У Филаделфији су Келијеви заправо били сматрани дошљацима који су великом брзином дошли до новца, и Џек Кели се свим снагама трудио да своју породицу уведе у високе друштвене кругове. Зато је своју децу научио да се понашају попут припадника властеле и да енглески говоре британским акцентом.
За разлику од својих сестара и брата, Келијева није наследила атлетску грађу нити интересовање за спорт својих предака. Била је слабашна, мршава и имала је проблема са астмом. Зато су је родитељи, у детињству, у великој мери занемаривали. Управо тај недостатак пажње родитеља навео је Келијеву да се посвети глуми у локалном позоришту. У томе ју је подржавао стриц Џорџ Кели, драматург, чија је хомосексуалност била строго чувана породична тајна. Такође је активно тренирала пливање како би развила и ојачала своје тело.

## Глумачка каријера

### Образовање и почеци: 1942—1951.
Келијева је образовање стекла у престижној католичкој школи за девојчице, Академији Равенхил. Још као дете радила је као модел, а 1942. се по први пут опробала у глуми, у представи Не храни животиње. Током школовања Келијева се бавила глумом и плесом. Матурирала је 1947. године, и тада је у школском годишњаку навела Ингрид Бергман као свог узора, као и да ће у будућности постати филмска и позоришна звезда. Те исте године Келијева је уписала Америчку академију драмских уметности у Њујорку. На њено велико изненађење, Џек Кели је прихватио њен избор. Келијева се озбиљно посветила усавршавању своје глуме, јер је желела да добија улоге захваљујући свом таленту, а не лепоти. Дипломирала је 1948. — дипломску улогу остварила је у представи Филаделфијска прича — и такође доживела свој деби на телевизији. Године 1949, је заиграла на Бродвеју.
Током 1949. и 1950, Келијева ће остварити низ улога на позорници и телевизији. Међутим, и поред дипломе које је стекла на Америчкој академији драмских уметности, у позоришту је била неубедљива. Њен некадашњи ментор и професор Дон Ричардсон је о њој рекао: Она никада не би успела у позоришту. Имала је изглед и стил, али није имала глас. Ричардсон је схватио да Келијева има све што је потребно за филмску глумицу, те је, на почетку њене каријере, користио све своје везе како би јој уговорио аудиције за филм и телевизију. Године 1951, Келијева је добила своју прву филмску улогу, у остварењу Четрнаест сати, победивши на кастингу Ен Банкрофт. Њена улога остала је прилично незапажена од стране критике, те је она наставила са радом на телевизији и сцени. Међутим, током снимања Четрнаест сати је у филмском студију упознала Гарија Купера, који је био толико очаран њоме да је инсистирао да му она буде партнерка у филму Тачно у подне.

### Филмска икона: 1952—1956.
Келијева је улогом у вестерну Тачно у подне из 1952, у коме је глумила уз Гарија Купера, постигла велики успех. Наредне године је заједно са Кларком Гејблом и Авом Гарднер снимила филм Могамбо, који је постигао огроман успех и код критике и код публике. Улогу Линде Нордли је добила захваљујући самом редитељу Џону Форду, који је изјавио да Келијева поседује шарм, квалитет и елеганцију. Келијева је за Могамбо освојила Златни глобус за најбољу споредну глумицу у играном филму, а била је номинована и за Оскара за најбољу споредну глумицу. Она ће касније новинарки Хеди Хопер причати:
Могамбо ме је интересовао због три ствари. Џона Форда, Кларка Гејбла, и бесплатног путовања у Африку. Да је Могамбо сниман у Аризони, не бих га радила.
Након успеха који је постигла са Могамбом, Келијева је потписала седмогодишњи уговор са студијом Метро-Голдвин-Мајер.
Године 1954, Келијева је снимила чак пет филмова. Два, Позови М ради убиства и Прозор у двориште, режирани од стране Алфреда Хичкока, створили су од ње светску звезду. Улога у Назови М ради убиства донела јој је номинацију за Награду Британске филмске академије за најбољу инострану глумицу. Заједно са Бингом Крозбијем и Вилијамом Холденом снимила је филм Провинцијалка, захваљујући коме је освојила Оскара за најбољу главну глумицу, Златни глобус за најбољу главну глумицу у играном филму (драма), Награду националног филмског савеза САД за најбољу женску улогу и Награду удружења њујоршких филмских критичара за најбољу глумицу. Такође је још једном била номинована за Награду Британске филмске академије. Са Холденом је такође радила на ратној драми Мостови Токо-Рија, који је био нешто мање запажен. Њен последњи филм из те године, Зелена ватра, био је и критички и комерцијални промашај.
Године 1955. Келијева је поново радила са Алфредом Хичкоком на филму Држ'те лопова, у коме јој је партнер био Кери Грант. Грант је тада о њој рекао: Уз сво поштовање према драгој Ингрид Бергман, много више волим Грејси. Она у себи носи неку ведрину, мир и светлост. Држ'те лопова је био сниман на Азурној обали, где је Келијева, током Канског филмског фестивала, упознала свог будућег мужа кнеза Ренија III од Монака. Овај филм је донео Келијевој Награду Хенријета за омиљену филмску глумицу, једно од признања које додељује Златни глобус. Наредне године, снимила је филм Лабуд, у коме је игром случаја играла принцезу, и мјузикл Високо друштво, заједно са Френком Синатром и Бингом Крозбијем. Иако Келијева то тада није планирала, Високо друштво је било њен последњи филм, последњи глумачки пројекат уопште. Алфред Хичкок ће јој касније понудити главну улогу у филму Марни, али ју је она одбила због протеста народа Монака, који није желео да њихова кнегиња тумачи лик клептоманке, као ни да снима љубавне сцене са Шоном Конеријем. Уместо ње, улогу је добила Типи Хедрен.

## Кнегиња од Монака

### Венчање и брак
Аристотел Оназис је 1953. купио казино у Монте Карлу, али је привреда Монака почела да слаби. Оназис је о томе разговарао са Гарднером Каулсом, издавачем часописа Лук, који је напоменуо како би брак кнеза Ренија са неком холивудском звездом могао да привуче богате туристе у Монако. Каулс је на то предложио Мерилин Монро, којој се та идеја свидела. Међутим, кнез Реније је на Канском фестивалу 1955. упознао Грејс Кели, и помислио како би она била подесна супруга и кнегиња Монака. Реније је, ради наследства, морао да се ожени — уколико не би обезбедио наследника моначанског престола, његова кнежевина би припала Француској. Са чврстом намером да ожени Келијеву, посетио ју је на снимању филма Лабуд, а неколико дана касније посетио је њену породицу у Филаделфији.
Међутим, због тадашње неповољне економске ситуације у Монаку, Реније је од Џека Келија захтевао мираз од чак два милиона америчких долара. И поред тога што је у почетку одбијао да то учини, идеја да би његова кћерка могла постати кнегиња је убедила Џека Келија да плати мираз. Само три дана након што ју је упознао са остатком своје породице, Реније је запросио Келијеву. 4. априла 1956, Келијева се укрцала на брод Конститјушон и запутила у Монако, где ју је дочекало преко двадесет хиљада људи. Она и Реније венчали су се грађански 18, а црквено 19. априла. Раскошној свадби присуствовале су познате личности попут Аристотела Оназиса, Глорије Свансон, Аве Гарднер и Дејвида Нивена. Френк Синатра је најпре потврдио свој долазак, а затим га отказао када је чуо да ће венчању присуствовати његова бивша супруга Ава Гарднер. На церемонији склапања грађанског брака, матичар је прочитао стотину тридесет и осам титула које је Келијева добила удајом. Од тога дана, па до смрти, била је позната као Њено Узвишено Височанство Грејс, кнегиња од Монака. Венчање је пратило више од тридесет милиона гледалаца широм света.
Кнегиња Грејс се због овог брака одрекла своје глумачке каријере. Недуго након њиховог венчања, Реније јој је изложио читаву листу стриктних правила којих се, као кнегиња, морала придржавати. Убрзо потом кнез је забранио приказивање филмова своје супруге у Монаку. Године 1962, Алфред Хичкок је Грејс понудио главну улогу у његовом филму Марни. Иако је она силно желела да се врати глуми, а Реније јој чак дозволио да сними овај филм, народ Монака је протестовао јер није желео да њихова кнегиња тумачи лик клептоманке, као ни да снима љубавне сцене са Шоном Конеријем. Касније се ипак вратила телевизији, читајући поезију и радећи нарацију за документарне филмове.
Како је време пролазило, удаљеност између Грејс и Ренијеа је постајала све већа. Грејс је све више времена проводила у Филаделфији и Паризу. Међутим, пред крај њеног живота, поново је постала блиска са својим мужем. Реније није крио своју тугу на Грејсиној сахрани, нити се након њене смрти икада поново оженио. Није познато да ли је ико од супружника за време њиховог двадесетшестогодишњег брака имао ванбрачне везе.

### Деца
Грејс и Реније добили су троје деце:
- Каролина Луиз Маргерита рођена је 23. јануара 1957. године, важи за једну од најлепших и најелегантнијих принцеза свих времена.[21] 1974. је дипломирала психологију, биологију и филозофију на Сорбонском универзитету.[22] 1978. се изненада удала за седамнаест година старијег банкара Филипа Жиноа, од ког се развела 1980.[23] 1983. Каролина се удала за италијаског бизнисмена и спортисту Стефана Казирагија, са којим је добила троје деце — Андреу Алберте Пјера (рођеног 8. јуна 1984), Шарлоту Мари Помелину (рођену 3. августа 1986) и Пјера Стефана Ренија (рођеног 5. септембра 1987). Андреа је тренутно други у линији наследства моначанског престола, иза своје мајке. Каролинин други брак трајао је до 1990, када је Казираги погинуо у трци моторних чамаца.[24] Од 1999. Каролина је у браку са Ернстом Аугустом од Хановера, са којим има кћерку Александру Шарлоту Улрике Марјам Виргинију (рођену 20. јула 1999). Од Грејсине смрти 1982. до Албертовог венчања 2011. обављала је функцију дефакто прве даме Монака.[25]
- Алберт Александар Луј Пјер рођен је 14. марта 1958, и тренутни је владајући кнез Монака. Престо је преузео 2005, након смрти свог оца. Алберт је познат по свом хуманитарном раду, али и посвећености спорту. Учествовао је на Зимским олимпијским играма 1988, 1992, 1994. и 1998. Од јула 2011. године у браку је са бившом јужноафричком пливачицом Шарлин Витсток. Она му је 10. децембра 2014. године родила близанце, кћерку Габријелу и сина престолонаследника Жака.
- Стефани Мари Елизабет рођена је 1. фебруара 1965. Тада седамнаестогодишња принцеза била је уз своју мајку у тренутку када је Грејс доживела саобраћајну несрећу која ће је коштати живота. Стефани је дуго требало да се психички опорави од овог ударца.[26] Још од детињства била је позната као дивље дете (фр. enfant terrible),[27] а као одрасла жена својим љубавним животом изазваће низ скандала. Бавила се манекенством, модним дизајном и музиком, а тренутно је посвећена хуманитарном раду. Стефани има троје деце — Луја Робера Пола (рођеног 26. новембра 1992) и Полину Грејс Меги (рођену 4. маја 1994) из брака са телохранитељем Данијелом Дикријеом,[28] као и кћерку Камилу Мари Кели (рођену 15. јула 1998), чијег оца није јавно идентификовала.[29] Од 2003. до 2004. била је удата за циркузанта Аданса Лопеса Переса.[30]

### Званичне дужности
Кнегиња Грејс је 1963. основала хуманитарну организацију Association Mondiale des Amis de l'Enfance (фр. Светска асоцијација пријатеља деце), скраћено AMADE, која се бави промоцијом и заштитом дечјих права. Од 1993, председница ове организације је Грејсина кћерка Каролина, принцеза од Хановера. Грејс је основала и Бал ружа (фр. Ball de Rose), који ће убрзо постати један од најгламурознијих друштвених догађаја у Монаку. Такође је била дугогодишњи домаћин још једног важног друштвеног догађаја, Бала Црвеног крста (фр. Bal de la Croix Rouge). Сама Грејс је била патрон моначанског огранка Црвеног крста.
Будући да као кнегиња од Монака више није могла да снима филмове, Грејс се 1978. вратила телевизији и позоришту на нешто другачији начин — читала је поезију и радила нарацију за документарне филмове.
Заједно са својим мужем Ренијеом, а понекад и са децом, Грејс је путовала у званичне посете многим државама. Њих двоје су 1981. заједно посетили председника САД Роналда Регана и његову супругу Ненси Реган. Исте године су она и кнез Алберт присуствовали венчању Чарлса, принца од Велса, и Дајане Спенсер. Постоји прича да се Дајана, пред своје венчање са Чарлсом, жалила Грејс на резервисаност и ограничења краљевске породице, на шта је Грејс одговорила:
Не брини се, драга. Видећеш, постаће само још горе.
Дајана је касније, 1982, представљала британску краљевску породицу на Грејсиној сахрани.

## Приватни живот
Грејсин љубавни живот привлачио је пажњу медија још у време када је тек почињала своју глумачку каријеру. Многи њени биографи верују да је Грејс имала афере са свим својим филмским партнерима, с изузетком Џејмса Стјуарта. Њени наводни љубавници били су принц Али Кан, Гари Купер, Кларк Гејбл, Бинг Крозби и Реј Миланд.
Пре него што се 1956. удала за кнеза Ренија, Грејс се замало удала за руског модног дизајнера и фотографа Олега Касинија, који је претходно био ожењен глумицом Џин Тирни. Међутим, овај брак никада није остварен, јер Грејсини родитељи за зета нису хтели да прихвате Касинија, који није био католичке вере.

## Смрт
Келијева је 13. септембра 1982, враћајући се са кћерком Стефани са путовања Француском ривијером, доживела саобраћајну несрећу, након благог можданог удара, због чега је изгубила контролу над аутомобилом који је возила. Док је Стефани, задобила лакше повреде, стање Келијеве постало је критично. Преминула је дан касније у Медицинском центру Монака, који је касније променио назив у Болнички центар кнегиње Грејс. Популарна је гласина да је Келијева погинула у близини места на коме је снимана сцена пикника из филма Држ'те лопова, али је њен син Алберт то увек порицао.
Грејс Кели сахрањена је у породичној гробници Грималдијевих, у катедрали Светог Николе, 18. септембра 1982. Кнез Реније, који се након њене смрти никада није поново оженио, преминуо је 2005. године и сахрањен је поред ње. Грејсиној сахрани присуствовало је преко четири стотине људи, укључујући истакнуте политичке личности из целог света и чланове краљевских породица широм Европе, као и њене некадашње колеге из Холивуда. Пренос на телевизији пратило је око стотину милиона људи.
У свом опроштајном говору, Џејмс Стјуарт је рекао:
| „ | Знате, ја баш волим Грејс Кели. Не зато што је била кнегиња, нити зато што је била глумица, већ зато што је била најљубазнија дама коју сам икада упознао. Грејс је у мој живот оно што је донела и у ваш, нежно, топло светло сваки пут када бих је видео, а сваки пут када бих је видео осећао бих се као да је посебан празник. Нема сумње да ће ми недостајати, свима ће нам недостајати. Бог те благословио, кнегињо Грејс. | ” |

## Наслеђе
Кнез Реније је 1982, након Грејсине смрти, основао Фондацију кнегиње Грејс, која потпомаже младе људе талентоване за глуму, плес или певање. Ова организација сваке године додељује награде које носе имена по кнегињи Грејс и кнезу Ренијеу, а чији су добитници, између осталих, Глен Клоуз, Михаил Баришњиков, Џули Ендруз, Џорџ Лукас, Дензел Вошингтон и Ен Хатавеј. У складу са жељама своје мајке, принцеза Каролина је 1985. основала балетску трупу Les Ballets de Monte Carlo, чија се плесна академија зове Академија кнегиње Грејс, као и фестивал музике и плеса The Spring Arts Festival.
Године 1999, Амерички филмски институт поставио је Грејс Кели на 13. позицију листе 100 највећих филмских звезда свих времена.
Популарни британски певач Мика је 2007. године снимио песму Grace Kelly, инспирисан покојном глумицом. На почетку песме може се чути део дијалога из филма Провинцијалка.
Године 2013, снимљен је филм Грејс од Монака. Филм приказује живот холивудске глумице и кнегиње од Монака у време несугласица и напетих односа 1962. године, између њеног мужа кнеза Ренијеа и француског председника Шарла Де Гола.

## Титуле
- Госпођица Грејс Патриша Кели (12. новембар 1929 — 18. април 1956)
- Њено Узвишено Височанство кнегиња од Монака (18. април 1956 — 14. септембар 1982)

Грејсина пуна титула гласила је Њено Узвишено Височанство кнегиња од Монака, војвоткиња од Валентоа, маркиза од Боа, грофица од Карлада, баронеса од Сан–Лоа, стотину и један пут дама. Удајом за кнеза Ренијеа примила је укупно стотину тридесет и осам титула.

## Филмографија
| Улоге Грејс Кели |                       |               |                     | |
| Година           | Српски назив          | Изворни назив | Улога               | Напомена |
| 1951.            | Четрнаест сати        |               | Луиз Ен Фалер       | |
| 1952.            | Тачно у подне         |               | Ејми Фолер Кејн     | |
| 1953.            | Могамбо               |               | Линда Нордли        | Златни глобус за најбољу споредну глумицу у играном филму Номинована—Оскар за најбољу споредну глумицу |
| 1954.            | Позови М ради убиства |               | Марго Мери Вендис   | Номинована—Награда BAFTA за најбољу инострану глумицу |
| 1954.            | Прозор у двориште     |               | Лиза Керол Фремонт  | |
| 1954.            | Провинцијалка         |               | Џорџи Елџин         | Оскар за најбољу главну глумицу Златни глобус за најбољу главну глумицу у играном филму (драма) Награда националног филмског савеза САД за најбољу женску улогу Награда удружења њујоршких филмских критичара за најбољу глумицу Номинована—Награда BAFTA за најбољу инострану глумицу |
| 1954.            | Зелена ватра          |               | Кетрин Ноланд       | |
| 1954.            | Мостови Токо-Рија     |               | Ненси Брабејкер     | |
| 1955.            | Држ'те лопова         |               | Френсис Стивенс     | Награда Хенријета за омиљену филмску глумицу |
| 1956.            | Лабуд                 |               | Принцеза Александра | |
| 1956.            | Високо друштво        |               | Трејси Саманта Лорд | |

## Награде и номинације
| Награда                                       | Година | Категорија                                     | Улога                 | Резултат   |
| --------------------------------------------- | ------ | ---------------------------------------------- | --------------------- | ---------- |
| Награда Америчке филмске академије            | 1953.  | Најбоља споредна глумица                       | Могамбо               | Номинација |
| Награда Америчке филмске академије            | 1954.  | Најбоља главна глумица                         | Провинцијалка         | Освојено   |
| Награда Британске филмске академије           | 1954.  | Најбоља инострана глумица                      | Назови М ради убиства | Номинација |
| Награда Британске филмске академије           | 1955.  | Најбоља инострана глумица                      | Провинцијалка         | Номинација |
| Награда Златни глобус                         | 1953.  | Најбоља споредна глумица у играном филму       | Могамбо               | Освојено   |
| Награда Златни глобус                         | 1954.  | Најбоља главна глумица у играном филму (драма) | Провинцијалка         | Освојено   |
| Награда Златни глобус                         | 1955.  | Награда Хенријета за омиљену филмску глумицу   | Држ'те лопова         | Освојено   |
| Награда националног филмског савеза           | 1954.  | Најбоља женска улога                           | Провинцијалка         | Освојено   |
| Награда удружења њујоршких филмских критичара | 1954.  | Најбоља глумица                                | Провинцијалка         | Освојено   |

## Познати глумци са којима је сарађивала
| Филм                  | Глумци са којима је сарађивала                         |
| --------------------- | ------------------------------------------------------ |
| Четрнаест сати        | Дебра Паџет, Агнес Мурхед                              |
| Тачно у подне         | Гари Купер                                             |
| Могамбо               | Кларк Гејбл, Ава Гарднер                               |
| Назови М ради убиства | Реј Миланд                                             |
| Прозор у двориште     | Џејмс Стјуарт, Телма Ритер                             |
| Провинцијалка         | Бинг Крозби, Вилијам Холден                            |
| Мостови Токо-Рија     | Вилијам Холден, Фредрик Марч                           |
| Држ'те лопова         | Кери Грант                                             |
| Лабуд                 | Алек Гинис, Агнес Мурхед                               |
| Високо друштво        | Бинг Крозби, Френк Синатра, Селест Хоум, Луј Армстронг |

## Породица

### Родитељи
| име            | слика | датум рођења     | датум смрти   |
| -------------- | ----- | ---------------- | ------------- |
| Џон Кели       |       | 4. октобар 1889. | 20. јун 1960. |
| Маргарет Мајер |       | 1899.            |               |

### Супружник
| име        | слика | датум рођења  | датум смрти    |
| ---------- | ----- | ------------- | -------------- |
| Реније III |       | 31. мај 1923. | 6. април 2005. |

### Деца
| име       | слика | датум рођења     | супружник                                              |
| --------- | ----- | ---------------- | ------------------------------------------------------ |
| Каролина  |       | 23. јануар 1957. | Филип Жино; Стефано Казираги; Ернст Август од Хановера |
| Алберт II |       | 14. март 1958.   | Шарлен                                                 |
| Стефани   |       | 1. фебруар 1965. | Данијел Дикрије; Аданс Лопез Перес                     |